# Rhopilema
Rhopilema (лат.) — род сцифоидных из семейства Rhizostomatidae отряда корнероты (Rhizostomeae). Длина от 10 (Rhopilema rhopalophora) до 70 (Rhopilema hispidum) см. Обитают в водах Тихого, Атлантического и Индийского океанов. Охранный статус не определён. Способны наносить людям болезненные «ожоги»; Rhopilema esculentum и Rhopilema hispidum служат объектами коммерческого промысла.

## Классификация
На август 2023 года в род включают 6 видов:
- Rhopilema asamushi Uchida, 1927
- Rhopilema esculentum Kishinouye, 1891
- Rhopilema hispidum (Vanhöffen, 1888)
- Rhopilema nomadica Galil, Spanier & Ferguson, 1990
- Rhopilema rhopalophorum Haeckel, 1880
- Rhopilema verrilli (Fewkes, 1887)

## Галерея

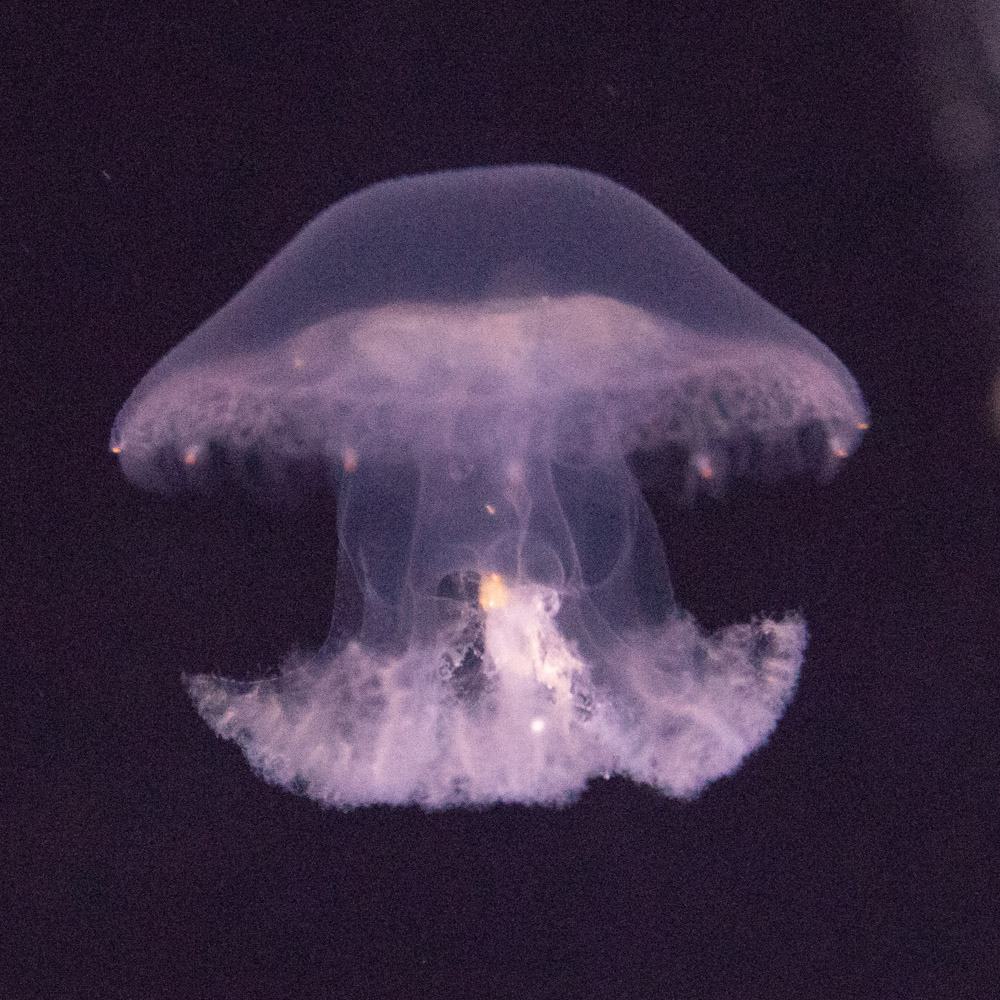
Rhopilema asamushi
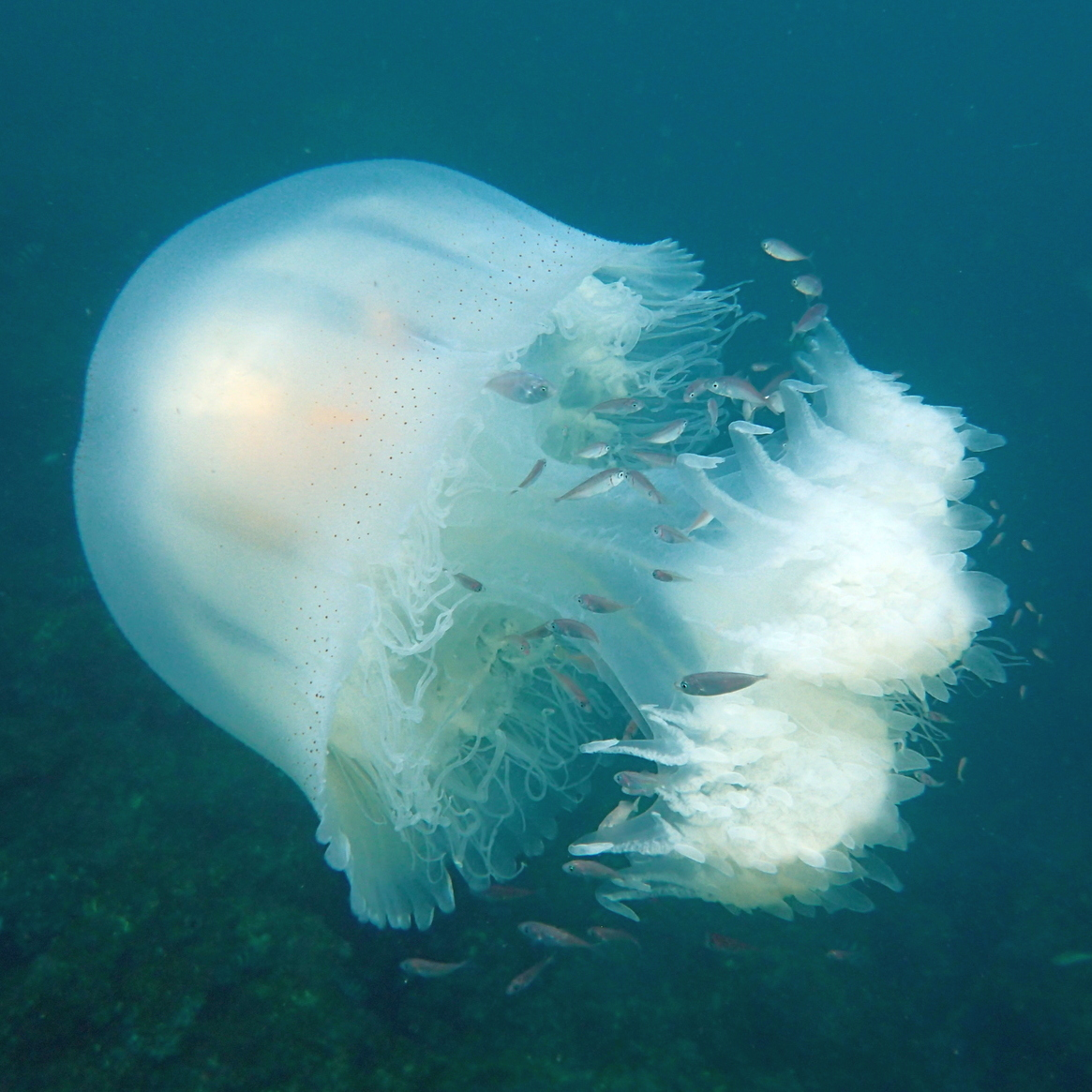
Rhopilema hispidum
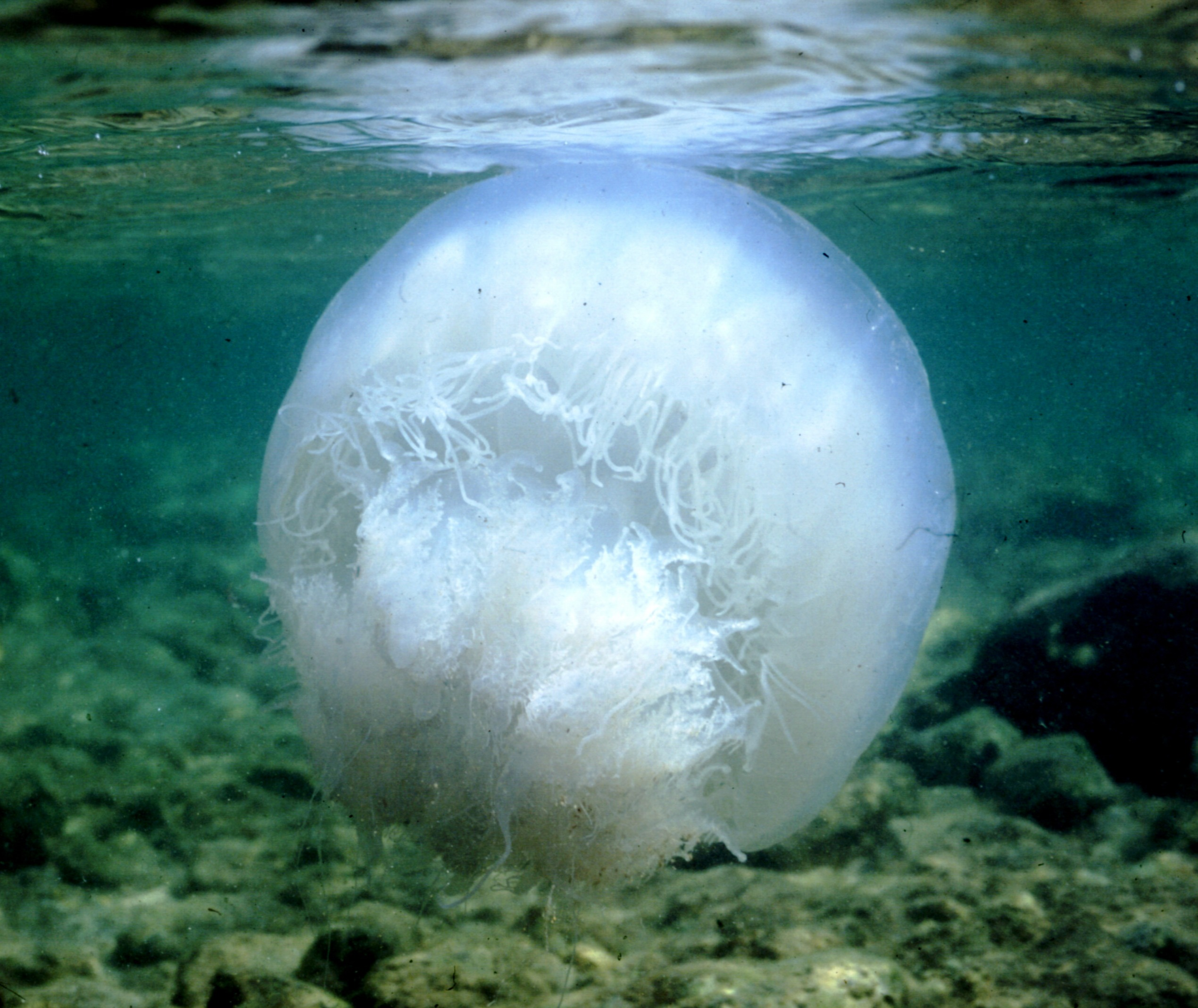
Rhopilema nomadica
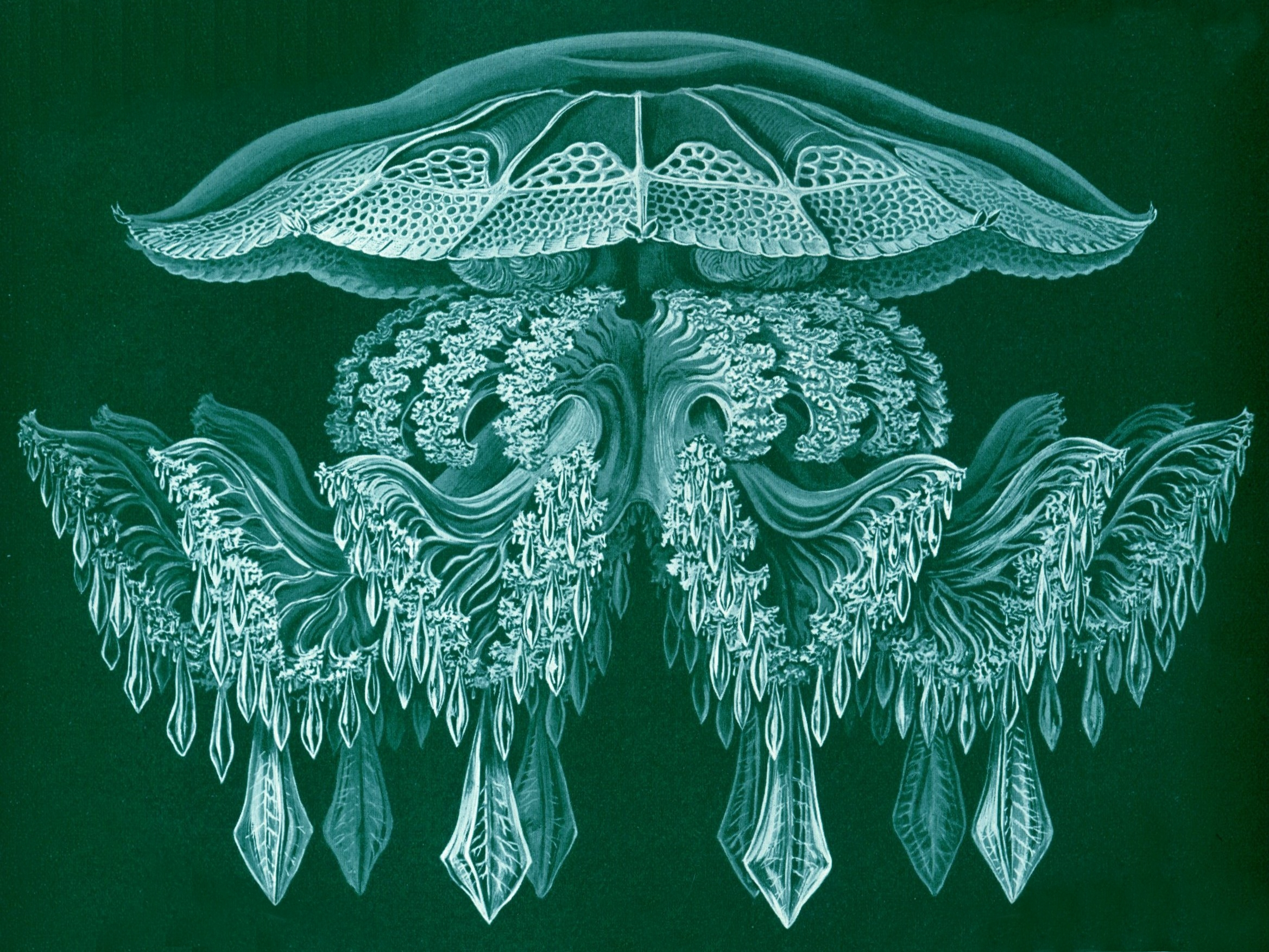
Rhopilema rhopalophorum
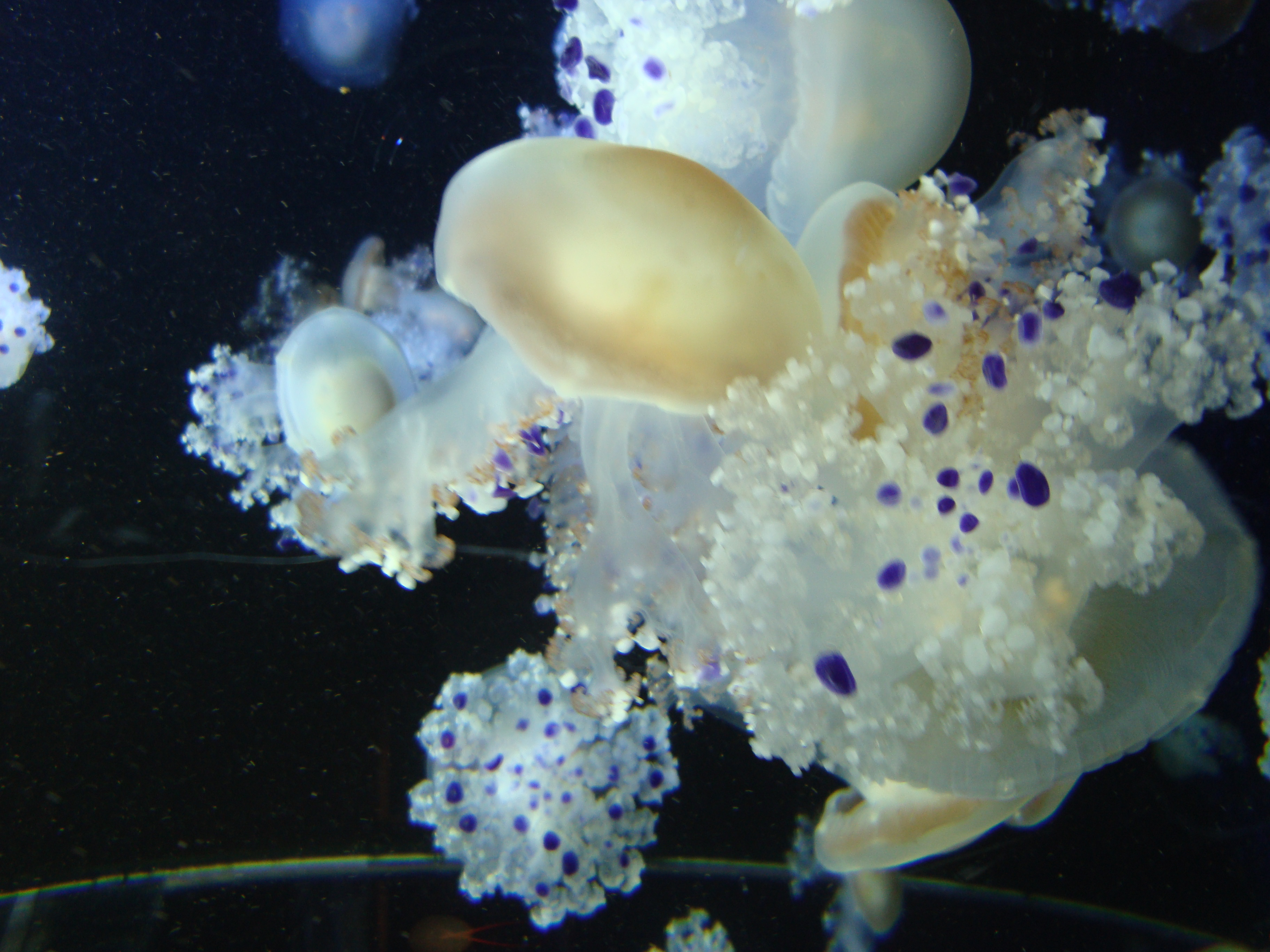
Rhopilema verrilli